# هاسمیک ماناسریان
هاسمیک ووستانیکی ماناسریان (ارمنی: Հասմիկ Ոստանիկի Մանասերյան؛ زادهٔ ۱۵ فوریهٔ ۱۹۴۱) ترانه‌پرداز، شاعر و نقاش اهل ارمنستان است.

## زندگی‌نامه
وی در ۱۵ فوریهٔ ۱۹۴۱ در ایروان به دنیا آمد و از دانشگاه دولتی ایروان فارغ‌التحصیل گشت. وی برنده جوایزی همچون مدال موسس خورناتسی است.